# Arnold Münch
Arnold Münch (* 3. Oktober 1825 in Freiburg im Breisgau; † 9. Januar 1895 in Windisch) war ein katholisch-konservativer Schweizer Politiker, Beamter und Unternehmer. Von 1869 bis 1889 vertrat er den Kanton Aargau im Nationalrat.

## Biografie
Der Sohn des Historikers Ernst Münch verbrachte die ersten Lebensjahre in Freiburg, Lüttich, Den Haag und Stuttgart, wo der Vater an den jeweiligen Universitäten lehrte. Seine Schulbildung erhielt Münch in Freiburg und Vevey, es folgten kaufmännische, historische und juristische Studien. Nachdem er das Anwaltspatent erworben hatte, war er von 1852 bis 1854 in Rheinfelden, dem Bürgerort seiner Familie, als Rechtsanwalt tätig. Während dieser Zeit gehörte er auch dem Stadtrat an. Ab 1854 arbeitete Münch am Bezirksgericht des Bezirks Rheinfelden als Gerichtssubstitut, ab 1859 als Gerichtsschreiber, ab 1862 als Bezirksverwalter. 1871 ging er in die Privatwirtschaft und arbeitete als Chef der Zentralverwaltung der Schweizerischen Rheinsalinen. Daneben versuchte er sich als Unternehmer und war Teilhaber der Zigarrenfabrik Fendrich & Münch in Rheinfelden.
Als katholisch-konservativer Kandidat wurde Münch bei den Parlamentswahlen 1869 im Wahlkreis Aargau-Nord in den Nationalrat gewählt. Sechsmal in Folge gelang ihm die Wiederwahl. Im Parlament setzte er sich in besonderem Masse für den Bau der im Jahr 1875 eröffneten Bözbergbahn ein. Darüber hinaus war er ein entschlossener Wegbereiter der Totalrevision der schweizerischen Bundesverfassung. In seiner Freizeit beschäftigte sich Münch mit historischer Forschung, die Historische Gesellschaft des Kantons Aargau veröffentlichte seine Arbeiten in der Buchreihe Argovia. Aufgrund wirtschaftlicher Misserfolge und wegen persönlichen Anfeindungen musste er 1889 von allen Ämtern zurücktreten. Seine letzten Lebensjahre verbrachte er in der Psychiatrischen Klinik Königsfelden.

## Schriften
Seine Hauptarbeiten hat die Historische Gesellschaft des Kantons Aargau in der Reihe Argovia veröffentlicht:
- 1871 Die Münzsammlung des Kantons Aargau, in: VII. Band. Digitalisat
- 1874 Die Münze zu Laufenburg, in: VIII. Band. Digitalisat
- 1879, 1887 und 1888 Regesten der Grafen von Habsburg-Laufenburg, in: X. Band (1. Teil) Digitalisat, XVIII. Band (2. Teil, 1. Hälfte) Digitalisat, XIX. Band (2. Teil, 2. Hälfte) Digitalisat
- 1893 Die Erzgruben und Hammerwerke im Fricktal, in: XXIV. Band. Digitalisat

Der Historische Verein der fünf Orte ernannte ihn zum korrespondierenden Mitglied. Nicht im Druck erschienen ist die dreibändige Genealogie Der Basler Münch, Münch/Landscron, Münch/Münchenstein, erstellt im Auftrage der Historischen und Antiquarischen Gesellschaft zu Basel.